# West of England Challenger 1991
Il West of England Challenger 1991 è stato un torneo di tennis facente parte della categoria ATP Challenger Series nell'ambito dell'ATP Challenger Series 1991. Il torneo si è giocato a Bristol in Gran Bretagna dall'8 al 14 luglio 1991 su campi in erba.

## Vincitori

### Singolare
John Fitzgerald ha battuto in finale  Peter Nyborg con il punteggio di 6–3, 7–5

### Doppio
Nduka Odizor /  Michiel Schapers hanno battuto in finale  Paul Hand /  Branislav Stankovič con il punteggio di 4–6, 7–5, 7–6